# Cryptobiantes
Cryptobiantes is een geslacht van hooiwagens uit de familie Biantidae.
De wetenschappelijke naam Cryptobiantes is voor het eerst geldig gepubliceerd door Kauri in 1962. 

## Soorten
Cryptobiantes is monotypisch en omvat slechts de volgende soort:
- Cryptobiantes protector